# Надеждовский сельский совет (Белозёрский район)
Надеждовский сельский совет (укр. Надеждівська сільська рада) — входит в состав
Белозёрского района
Херсонской области
Украины.
Административный центр сельского совета находится в 
с. Надеждовка
.

## История
- 1922 — дата образования.

## Населённые пункты совета
- с. Надеждовка
- с. Знаменка
- с. Зоревка